# United Bank for Africa
United Bank for Africa (UBA) är en afrikansk bank med högkvarter i Lagos, Nigeria. Banken har mer än sju miljoner kunder i 19 afrikanska länder och har även verksamhet i New York, London och Paris. Företaget i dess nuvarande form formades 2005 genom en sammanslagning av UBA och Standard Trust Bank 2005. Banken har ambitionen att bli dominerande och ledande på den afrikanska banktjänstemarknaden. Företaget blev listat på Nigerias börs 1970.